# Gian Mario Anselmi
Gian Mario Anselmi (Borgosesia, 16 luglio 1947) è uno storico della letteratura e italianista italiano.

## Biografia
Bolognese d'adozione, ha studiato con Ezio Raimondi e Raffaele Spongano (con cui si è laureato nel 1971) all'Università di Bologna, dove è stato a lungo professore ordinario di Letteratura italiana e Letteratura italiana medievale. In pensione dal 2017, dal 2021 riveste la qualifica di "Professore dell'Alma Mater Università di Bologna". Dal 2002 al 2008 e dal 2010 al 2015 è stato Direttore del Dipartimento di Italianistica, divenuto dal 2012 Dipartimento di Filologia classica e Italianistica. Dopo la laurea (in Lettere classiche) è stato borsista all'Istituto italiano per gli studi storici di Napoli (seguito nella ricerca da Ernesto Sestan). Il suo primo insegnamento, alla Facoltà di Lettere e Filosofia dell'Università di Bologna, è stato di Letteratura umanistica. Ha insegnato anche Latino medievale e Filologia medievale e umanistica presso il Corso di laurea in Beni culturali con sede a Ravenna, corso di cui è stato tra i fondatori. È stato inoltre tra i fondatori della Facoltà di Scienze della Formazione dell'Ateneo di Bolzano con sede in Bressanone, dove per molti anni ha tenuto l'incarico di Lingua italiana.Ha ricoperto anche per vari anni l'insegnamento di "Cibo e media" presso l'Università di Parma. Nel 2013, insieme a Daria Bignardi, ha fondato presso il Dipartimento di Filologia classica e Italianistica di Bologna (di cui era Direttore) un Laboratorio di scrittura creativa per gli studenti, allora fra i primissimi in una Università pubblica e tuttora pienamente operativo e a cui da sempre partecipano molti scrittori e poeti.  Ha collaborato e collabora con le principali case editrici italiane e con editori stranieri, dirigendo collane di saggistica e di classici e partecipando alla direzione o ai comitati scientifici di prestigiose riviste nazionali e internazionali (fra cui ricordiamo "Ecdotica", "Italian Poetry Review", "la Biblioteca di via Senato" e "Machiavelliana"). È tra i fondatori e condirettori di riviste letterarie online ad ampia diffusione internazionale, Griseldaonline, Ossigeno nascente: atlante dei poeti italiani contemporanei, DNA-Di Nulla Academia.Rivista di studi camporesiani . Socio di diverse istituzioni scientifiche e culturali, tra cui l'Accademia delle Scienze dell'Istituto di Bologna, la Renaissance Society of America e la Commissione per i testi di lingua con sede a Bologna in Casa Carducci, è stato inoltre per vari anni membro del Consiglio di Amministrazione dell'Istituto dell'Enciclopedia italiana Treccani, membro del Consiglio di Amministrazione della Fondazione CARISBO in Bologna, Presidente del Consiglio di Amministrazione del'Istituzione Biblioteche del Comune di Bologna, Presidente della Fondazione Gramsci Emilia-Romagna, Presidente del Centro di Studi Alfieriani in Asti nonché Segretario per due mandati dell'ADI (Associazione degli Italianisti italiani). È stato eletto per tre mandati (1985-1999) nel Consiglio Comunale di Bologna, nel cui ambito, fra l'altro, è stato per alcuni anni Presidente della Commissione "Cultura, Scuola e Sport". Tra i suoi molteplici interessi scientifici, la cultura medievale (fra cui spiccano diversi e importanti contributi danteschi), la letteratura umanistica e rinascimentale (ha curato, tra l'altro, le principali opere di Niccolò Machiavelli, di cui è tra i maggiori esperti, nonché testi di Francesco Guicciardini, antologie delle Lettere di Pietro Aretino e dei Lirici europei del Cinquecento), Erasmo e la sua ricezione, la cultura e l'arte del Settecento, la storia della storiografia , la periodizzazione della letteratura, la letteratura comparata, la storia della critica, la letteratura in rapporto ai nuovi media, la didattica della letteratura con la curatela di manuali e antologie di successo. In particolare ha ideato e coordinato con Ezio Raimondi una fortunata Antologia della letteratura italiana in due diverse Edizioni ( Tempi e immagini della letteratura e Leggere, come io l'intendo, Bruno Mondadori/Pearson) per il triennio delle Scuole superiori.  Ha al suo attivo centinaia di pubblicazioni. Ha collaborato, con vari saggi, alla Letteratura italiana edita da Einaudi e diretta da Alberto Asor Rosa. Ha fatto parte del Comitato direttivo dell'Enciclopedia Machiavelli Treccani per la quale, fra l'altro, ha redatto la fondamentale voce dedicata al Principe. Ha tenuto corsi e conferenze in molti paesi europei ed extraeuropei e suoi lavori sono stati tradotti in varie lingue. Ha partecipato e partecipa a molte attività culturali (di cui sovente è egli stesso promotore) e collabora con alcune trasmissioni della Rai e di Mediaset. Nel 2021 gli è stata assegnata la "Targa Volponi" per la Letteratura.

## Opere principali
- Ricerche sul Machiavelli storico, Pisa, Pacini, 1979
- Umanisti, storici e traduttori, Bologna, CLUEB, 1981
- Machiavelli, l'asino e le bestie (con P. Fazion), Bologna, CLUEB, 1984
- Le frontiere degli umanisti, Bologna, CLUEB, 1988
- Il tempo ritrovato. Padania e Umanesimo tra erudizione e storiografia, Modena, Mucchi, 1992
- Galeotto Marzio ed il De homine fra umanesimo bolognese ed europeo (con E.Boldrini), Quaderno degli Annali Istituto Gramsci Emilia-Romagna, 3/1995-1996
- Breviario dei classici italiani (con A. Cottignoli e E. Pasquini), Milano, Bruno Mondadori, 1996
- La saggezza della letteratura. Una nuova cronologia per la letteratura italiana, Milano, B. Mondadori, 1998
- Una geografia letteraria tra Emilia e Romagna (con A. Bertoni), Bologna, CLUEB, 1998
- Profilo storico della letteratura italiana, Milano, Sansoni, 2001
- Mappe della letteratura europea e mediterranea, 3 voll., Milano, B.Mondadori, 2000-2001
- Gli universi paralleli della letteratura. Metamorfosi e saperi tra Rinascimento e crisi del Novecento, Roma, Carocci, 2003
- L' età dell'Umanesimo e del Rinascimento. Le radici italiane dell'Europa moderna, Roma, Carocci, 2008
- Letteratura e civiltà tra Medioevo e Umanesimo, Roma, Carocci, 2011
- Narrare storia e storie. Narrare il mondo, Milano, Franco Angeli, 2013
- Letterature del mondo oggi (coordinamento, con N. Bonazzi), in "Griseldaonline"/Portale, 2014
- Leggere Machiavelli, Bologna, Pàtron, 2014
- Letteratura italiana: secoli ed epoche (con P. Ferratini) , Roma, Carocci, 2015 ( 10° ristampa, prima ed. 2001)
- L'immaginario e la ragione. Letteratura italiana e modernità, Roma, Carocci, 2017
- Itinerari nella letteratura italiana. Da Dante al Web (coordinamento), Roma, Carocci, 2018 (prima ed.2013)
- L'approdo della letteratura. Percorsi della narrazione da Dante a Game of Thrones, Roma, Carocci, 2018
- Humana feritas. Studi con Gian Mario Anselmi, a cura di L.Chines, E.Menetti, A.Severi, C.Varotti, Bologna, Pàtron, 2018
- Leggere i classici italiani. Un'antologia (con L.Chines), Bologna, Pàtron, 2019
- Illuminismo e Settecento Riformatore. Un lessico per la contemporaneità (con G.Ruozzi e S.Scioli), Bologna, BUP, 2020
- I passaggi e la cronologia ragionata della letteratura italiana (con F.Tomasi), Bologna, Pàtron, 2021
- Dante, il Medioevo e il nostro tempo, Bologna, Pàtron, 2022
- White Mirror. Le Serie TV nello specchio della letteratura, Roma, Salerno Editrice, 2022
- La rivoluzione gentile. Come Chiara Ferragni ha cambiato il nostro tempo, Milano, Piemme, 2024
- L'Università nelle letterature (sec.XIII-XXI) (con L.Chines e S.Negruzzo), Bologna, Il Mulino, 2024
- Erasmo e noi (con L. Chines), Bologna, Il Mulino, 2025